# Günther Schubert (Admiral)

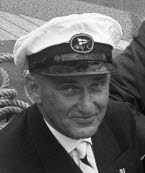
Stadtrat Günther Schubert (1963)

Günther Schubert (* 29. Dezember 1898; † 1974) war ein deutscher Konteradmiral der Kriegsmarine und Mitglied des Stadtrats der Stadt Kiel.

## Leben
Günther Schubert trat im Juli 1916 in die Kaiserliche Marine ein. Bis November 1916 war er zur Ausbildung an der Marineschule und auf dem Schulschiff Freya. Als Seekadett, später als Fähnrich zur See, war er für ein Jahr auf der Großen Kurfürst, kam dann auf die Baden. Zum 18. September 1918 wurde er hier zum Leutnant zur See ernannt. Auf der Baden war er auch Funkenoffizier und von Oktober 1918 bis Kriegsende in der gleichen Position bei der Hochseeflotte.
Nach dem Krieg wurde er in die Reichsmarine übernommen und hier am 1. April 1922 Oberleutnant zur See. Vom 15. April 1929 bis September 1929 war er als Kapitänleutnant (Beförderung am 1. April 1929) Kommandant des neu in Dienst gestellten Torpedobootes Luchs. 1931 war er zur Dienstleistung in der Abwehrabteilung im Ministeramt des Reichswehrministers. Ab 12. September 1934 war er Chef der 1. Schnellboothalbflottille, welche 1935 in die 1. Schnellboot-Flottille überführt wurde. Bis September 1936 war er Chef der 1. Schnellboot-Flottille und war am 1. April 1935 zum Korvettenkapitän befördert worden.
In der Kriegsmarine war er 1936 in der Operationsabteilung des Marinekommandoamtes. Von September 1941 bis März 1945 war er Chef der Organisationsabteilung beim Quartiermeisteramt der Seekriegsleitung und war dort 1943 zum Konteradmiral befördert worden. Von April 1945 bis Mai 1945 war er Kommandierender Admiral westliche Ostsee.
Nach dem Krieg wurde er Chef des I. Deutschen Minenräumdienstkommandos, welches im April 1946 aber bereits wieder aufgelöst wurde.
Später war er als CDU-Mitglied Stadtrat in Kiel und war ab 1955 Vorsitzender der Kieler Block-Fraktion aus CDU, FDP, GB/BHE und SHB. 1952 wurde er von Erik-Uwe Müller-Schwanek, welcher bei der britischen Administration eine Lizenz für eine Zeitung besorgt hatte ohne seine NS-Vergangenheit preisgegeben zu haben, bezichtigt Verbindungsmann von ihm zum rechtsgerichteten französischen Blatt Rivarol gewesen zu sein, wobei Schubert Kontakte zur rechtsgerichteten Kreisen in Deutschland pflegen würde. Die Vorwürfe wurden aber nicht bestätigt, sodass Schubert seine politische Karriere fortsetzen konnte.